# Hrabstwo Woodruff

Piramida wieku hrabstwa

Hrabstwo Woodruff – hrabstwo w USA, w stanie Arkansas. Według danych z 2010 roku, hrabstwo zamieszkiwało 7260 osób.

## Miejscowości
- Augusta
- Cotton Plant
- Hunter
- McCrory
- Patterson